# Alive!
Alive! je první živé album skupiny Kiss, které je považováno za jejich průlomové, zároveň je všeobecně považováno za mezník ve vydávaní živých alb. Bylo vydáno 10. září 1975 jako dvojalbum s koncertními verzemi některých skladeb, které vyšly na jejich prvních třech studiových albech, Kiss, Hotter Than Hell, a Dressed to Kill. Nahrávky pocházejí z pěti vystoupení: v Clevelandu (Ohio), v Detroitu (Michigan), v Tri-Cities , ve Wildwoodu (New Jersey) a v Springfieldu (Illinois).
V žebříčku alb Billboard 200 se dostalo na devátou pozici a udrželo se v ní 110 týdnů, což byl největší úspěch v historii diskografie skupiny Kiss. 4. prosince 1975 získalo od RIAA zlato za prodej 500 000 nosičů; koncem ledna 1976 se mělo stát platinovým. V roce 2007 dal časopis Rolling Stone Alive! na druhé místo mezi nejlepšími koncertními alby všech dob.
Skupina Kiss byla známá svými vystoupeními, která byla teatrálními show s explozemi, kouřící kytarou, pliváním ohně, či krve. I když byla tato vystoupení známá, neodráželo se to v prodeji jejich hudebních nosičů. Skupina Kiss po finanční stránce víceméně jen přežívala a situace se začala komplikovat po tom jak se jejich vydavatel Casablanca Records dostal do finančních problémů z realizace dvojalba monologů Johnnyho Carsona. I když byl tento projekt propadákem, vydavatelství tehdy dalo předčasně udělat milióny výlisků alba. O úspěchu dvojalba Alive! vzhledem na prodej předcházejících studiových alb mělo vydavatelství Casablanca Records také pochybnosti. Argumentem byla i cena, protože se jednalo o dvojalbum, jehož součástí byla i knížka s fotografiemi, která ale zároveň naznačila trend dávat fandům víc než u alb jiných skupin.
Pár let po vydání Alive! kytarista Paul Stanley a basista Gene Simmons potvrdili, že po vydání Alive! úměrně stoupla i návštěvnost jejich koncertů. V dokumentárním filmu Kiss: X-treme Close Up vzpomíná, "že na jednom koncertě v Daytonu v Ohiu bylo tolik lidí napěchovaných na jednom místě, že další jeden by se tam dostal jen pomocí obušku".

## Seznam skladeb

### Disc 1
| Pořadí | Název             | Autor             | Hlavní zpěvák         | Délka |
| ------ | ----------------- | ----------------- | --------------------- | ----- |
| 1.     | Deuce             | Stanley / Simmons | Gene Simmons          | 3:32  |
| 2.     | Strutter          | Stanley / Simmons | Paul Stanley          | 3:12  |
| 3.     | Got To Choose     | Stanley           | Stanley               | 3:35  |
| 4.     | Hotter Than Hell  | Stanley           | Stanley               | 3:11  |
| 5.     | Firehouse         | Stanley           | Stanley               | 3:42  |
| 6.     | Nothin' to Lose   | Simmons           | Simmons / Peter Criss | 3:23  |
| 7.     | C'mon and Love Me | Stanley           | Stanley               | 2:52  |
| 8.     | Parasite          | Ace Frehley       | Simmons               | 3:21  |
| 9.     | She               | Simmons / Coronel | Simmons / Stanley     | 6:42  |

### Disc 2
| Pořadí | Název                    | Autor             | Hlavní zpěvák         | Délka |
| ------ | ------------------------ | ----------------- | --------------------- | ----- |
| 1.     | Watchin' You             | Simmons           | Simmons               | 3:51  |
| 2.     | 100,000 Years            | Stanley / Simmons | Stanley               | 12:10 |
| 3.     | Black Diamond            | Stanley           | Criss / intro Stanley | 5:50  |
| 4.     | Rock Bottom              | Frehley / Stanley | Stanley               | 4:59  |
| 5.     | Cold Gin                 | Frehley           | Simmons               | 5:43  |
| 6.     | Rock and Roll All Nite   | Stanley / Simmons | Simmons               | 4:23  |
| 7.     | Let Me Go, Rock 'n' Roll | Stanley / Simmons | Simmons               | 5:45  |

## Sestava
- Gene Simmons – basová kytara, zpěv
- Paul Stanley – doprovodná kytara, zpěv
- Ace Frehley – sólová kytara, zpěv
- Peter Criss – bicí, zpěv

## Umístění

### Album
| Hitparáda (1975)          | Umístění | Týdnů v hitparádě |
| ------------------------- | -------- | ----------------- |
| Australia                 | 18       |                   |
| Kanadská albová hitparáda | 3        |                   |
| Japonsko                  | 56       |                   |
| Norsko                    | 31       |                   |
| Švédsko                   | 22       |                   |
| U.K.                      | 49       |                   |
| US Billboard 200          | 9        | 110               |

Singl
- "Rock and Roll All Nite" (Live)

| Hitparáda (1975-76)  | Umístění |
| -------------------- | -------- |
| Australia            | 18       |
| Kanada               | 12       |
| US Billboard Hot 100 | 12       |

### Certifikace
| Organizace  | Certifikace | Prodej |
| ----------- | ----------- | ------ |
| RIAA (U.S.) | 5x platina  | 5 000  |